# Dookoła świata z Panem Robótką
Dookoła świata z panem Robótką (Mister Maker Around the World, 2013) – brytyjski program plastyczny dla dzieci, kontynuacja programów Pan Robótka i Nadjeżdża Pan Robótka. Jego światowa premiera miała miejsce 14 października 2013 roku w Wielkiej Brytanii. W Polsce program ten emitował kanał CBeebies w latach 2014–2017.
Głównego bohatera – Pana Robótkę – kreuje Phil Gallagher.

## Fabuła
Pan Robótka odwiedza dzieci, aby poznać sztukę ich krajów i wspólnie z nimi tworzyć nowe dzieła inspirowane lokalną kulturą.

## Wersja polska
Wystąpili:
- Paweł Mielewczyk – Pan Robótka, Koło, Prostokąt
- Karolina Lisicka – Trójkąt
- Arkadiusz Połoczański – Toki

i inni
Opracowanie i realizacja wersji polskiej: Studio Tercja Gdańsk dla Hippeis Media